# Antonia Santiago
Antonia Santiago   (Barcelona, 24 de desembre de 1946), més coneguda com La Chana, és una ballarina de flamenc catalana. D'ètnia gitana, i de formació autodidàctica, ha estat citada per ballarins com Antonio Canales com la seva mestra. Va tenir dues etapes d'esplendor professional entre 1966 i 1979 i entre 1985 i 1991, quan es va retirar dels escenaris.
Se la considera una virtuosa del ritme amb un destacat joc de peus. És possiblement una de les artistes del gènere més rellevants de Catalunya, només superada per Carmen Amaya. El 2017 es va estrenar una pel·lícula documental sobre la seva vida, dirigida per Lucija Stojevic, que va guanyar el guardó a la millor pel·lícula documental en la desena edició dels Premis Gaudí, de 2018.